# Initiative populaire « pour la sauvegarde des droits constitutionnels des citoyens (extension de la juridiction constitutionnelle) »
L'initiative populaire « pour la sauvegarde des droits constitutionnels des citoyens » est une initiative populaire suisse, rejetée par le peuple et les cantons le 21 janvier 1939.

## Contenu
L'initiative propose de modifier l'article 113bis de la Constitution fédérale qui définit les prérogatives du Tribunal fédéral en ajoutant un contrôle judiciaire « des lois et arrêtés fédéraux, ainsi que [..] des actes législatifs ou administratifs cantonaux ». Dans le même temps, l'initiative demande sa suppression de la clause donnant aux autorités politiques fédérales la compétence pour traiter les recours contre des décisions cantonales suspectées de violer des droits constitutionnels ou des traités avec l'étranger. C'est dans cet esprit
Le texte complet de l'initiative peut être consulté sur le site de la Chancellerie fédérale.

## Déroulement

### Contexte historique
Dès 1923, la question de savoir si le Tribunal fédéral devrait assurer un contrôle judiciaire des actes législatifs fédéraux est étudiée par le Conseil national qui conclut négativement. C'est ensuite en 1925 qu'une question sur le même sujet est posée par le Conseil des États pour déterminer si un droit de recours pour anticonstitutionnalité des arrêtés fédéraux non-soumis à votation devait être établi ; dans ce cas encore, la décision est négative.
Avant la Première Guerre mondiale, le Conseil fédéral utilise largement la notion d'arrêté fédéral urgent qui lui permet de soustraire au référendum un texte de loi qui ne peut attendre la période référendaire avant d'entrer en fonction. Plusieurs mouvements critiquent cette notion, jusqu'à la guerre puis à la crise économique de 1929 qui montre que, dans une situation extrême, un État peut se trouver dans un « état de nécessité » dans lequel il doit prendre des décisions rapides en réponse à une situation de crise.
En lançant cette initiative, le comité exprime sa volonté de contrer l'Assemblée fédérale jugée « omnipotente » par les initiants et de vouloir confier le garde de la Constitution à une autre entité, à savoir le Tribunal fédéral afin de « réagir contre la décadence déjà avancée de la démocratie ».

### Récolte des signatures et dépôt de l'initiative
La récolte des 50 000 signatures nécessaires a débuté le 25 octobre 1933. Le 29 juin 1936, l'initiative a été déposée à la Chancellerie fédérale qui l'a déclarée valide le 7 septembre.

### Discussions et recommandations des autorités
Le parlement et le Conseil fédéral recommandent tous deux le rejet de cette initiative. Dans son message aux chambres fédérales, le gouvernement met en particulier en avant le risque d'une multiplication des recours attaquant tous les textes fédéraux. De plus, le Conseil fédéral renie la vision du comité selon laquelle le contrôle de la constitutionnalité
des lois est avant tout une tâche juridique ; à l'opposé, il décrit cette tâche comme éminemment politique.
Alors que le comité d'initiative se dit prêt à retirer son texte en faveur d'un contre-projet, le Conseil fédéral refuse de présenter une telle proposition sous la forme d'une révision de l'article 113 de la Constitution. Le gouvernement reconnait toutefois le besoin d'introduire le doit de nécessité dans la Constitution, mais juge que cette modification concernerait un autre domaine que celui de l'initiative et ne pourrait donc être considéré comme un contre-projet.

### Votation
Soumise à la votation le 22 janvier 1939, l'initiative est refusée par la totalité des 19 6/2 cantons et par 73,2 % des suffrages exprimés. Le tableau ci-dessous détaille les résultats par cantons pour ce vote :